# Genie Gets Her Wish
Genie Gets Her Wish é o primeiro álbum de vídeo da cantora estadunidense Christina Aguilera, lançado em 14 de dezembro de 1999 pela gravadora RCA. O trabalho recebeu a certificação de platina pela Recording Industry Association of America (RIAA).

## Lista de faixas
| N.º | Título                                                    | Duração |  |
| 1.  | "Genie in a Bottle"                                       |         |  |
| 2.  | "So Emotional"                                            |         |  |
| 3.  | "Come on Over (All I Want Is You)"                        |         |  |
| 4.  | "What a Girl Wants"                                       |         |  |
| 5.  | "I Turn to You"                                           |         |  |
| 6.  | "At Last"                                                 |         |  |
| 7.  | "When You Put Your Hands on Me"                           |         |  |
| 8.  | "The Christmas Song" (Chestnuts Roasting on an Open Fire) |         |  |

| Vídeos musicais |                     |         |  |
| N.º             | Título              | Duração |  |
| 1.              | "Genie in a Bottle" | 3:37    |  |
| 2.              | "What a Girl Wants" | 4:06    |  |

Conteúdo extra
- Galeria de fotos
- Seleção de capítulos
- Endereços virtuais